# Marigny, Jura
Marigny là một xã trong vùng hành chính Franche-Comté, thuộc tỉnh Jura, quận Lons-le-Saunier, tổng Clairvaux-les-Lacs. Tọa độ địa lý của xã là 46° 40' vĩ độ bắc, 05° 47' kinh độ đông. Marigny nằm trên độ cao trung bình là 510 mét trên mực nước biển, có điểm thấp nhất là 454 mét và điểm cao nhất là 628 mét. Xã có diện tích 11.99 km², dân số vào thời điểm 1999 là 174 người; mật độ dân số là 15 người/km².

## Thông tin nhân khẩu
| 1962 | 1968 | 1975 | 1982 | 1990 | 1999 |
| ---- | ---- | ---- | ---- | ---- | ---- |
| 136  | 149  | 125  | 126  | 153  | 174  |

## Địa điểm tham quan
Nhà thờ của Marigny được xây dựng trong thế kỉ thứ 18. Có từ thế kỉ thứ 15 là nhà thờ Saint-Renobert. Thắng cảnh tự nhiên là hồ Chalain (Lac de Chalain).